# セルジオ・アミデイ
セルジオ・アミデイ（Sergio Amidei, 1904年10月30日 - 1981年4月14日）は、イタリアの脚本家、映画プロデューサーである。日本ではセルジオ・アミディとも表記される。

## 人物・来歴
1904年（明治37年）10月30日、オーストリア＝ハンガリー帝国（現在のイタリア共和国）トリエステ県トリエステに生まれる。
1935年（昭和10年）、ゴッフレード・アレッサンドリーニ監督の『ドン・ボスコ』の脚本に参加したのが、もっとも古いクレジットである。その後、第二次世界大戦終戦までの約10年間に、約30本の映画脚本に参加している。
1945年（昭和20年）、ロベルト・ロッセリーニ監督の『無防備都市』の脚本に参加、助監督も務め、1947年（昭和22年）、同作を共同執筆したフェデリコ・フェリーニとともに、第19回アカデミー賞脚色賞にノミネートされた。ヴィットリオ・デ・シーカ監督の『靴みがき』の脚本で、1948年（昭和23年）、同作を共同執筆したアドルフォ・フランチ、チェーザレ・ジュリオ・ヴィオラ、チェーザレ・ザヴァッティーニとともに第20回アカデミー賞脚本賞ノミネートにノミネートされた。
ロベルト・ロッセリーニ監督の『戦火のかなた』の脚本で、1950年（昭和25年）、同作を共同執筆したロッセリーニ、アルフレッド・ヘイズ、フェデリコ・フェリーニ、マルチェッロ・パリエロとともに第22回アカデミー賞脚色賞にノミネートされた。ルイジ・ザンパ監督の『容易な年』の脚本で、1954年（昭和29年）、同作を共同執筆したザンパ、ヴィタリアーニ・ブランカティ、ヴィンチェンゾ・タラリコとともに、ナストロ・ダルジェント脚本賞を受賞した。
ロベルト・ロッセリーニ監督の『ロベレ将軍』の脚本で、同作を共同執筆したディエゴ・ファッブリ、インドロ・モンタネッリとともに、1959年（昭和34年）には、サンフランシスコ国際映画祭金門賞脚本賞を受賞、1962年（昭和37年）には、第34回アカデミー賞脚本賞にノミネートされた。
1977年（昭和52年）、マリオ・モニチェリ監督の『ちゃちなブルジョワ』の脚本で、同作を共同執筆したモニチェリとともに、ナストロ・ダルジェント脚本賞を受賞する。1978年（昭和53年）、フライアーノ映画祭で脚本分野におけるフライアーノ金賞をジャン＝クロード・カリエールとともに受賞する。1979年（昭和54年）、第32回カンヌ国際映画祭のコンペティション部門の審査委員を務める。
1981年（昭和56年）4月14日、ローマで死去した。満76歳没。同市内にあるヴェラーノ墓地に眠る。
没後の1982年（昭和57年）、マルコ・フェレーリ監督の『町でいちばんの美女/ありきたりな狂気の物語』の脚本で、同作を共同執筆したフェレーリとともに、翌年1983年（昭和58年）には、エットーレ・スコラ監督の『新世界』の脚本で、同作を共同執筆したスコラとともに、2年連続でダヴィド・ディ・ドナテッロ賞脚本賞を受賞した。

## おもなフィルモグラフィ
90作の脚本作がある。
- 『ドン・ボスコ』 Don Bosco : 監督ゴッフレド・アレッサンドリーニ、1935年 - 脚本
- 『ピエトロ・ミッカ』 Pietro Micca : 監督アルド・ヴェルガノ、1938年 - 脚本・助監督
- 『無防備都市』 Open City : 監督ロベルト・ロッセリーニ、1945年 - 脚本・原案・助監督、第19回アカデミー賞脚色賞ノミネート
- 『靴みがき』 Sciuscia : 監督ヴィットリオ・デ・シーカ、1946年 - 脚本・原案、第20回アカデミー賞脚本賞ノミネート
- 『戦火のかなた』 Paisan : 監督ロベルト・ロッセリーニ、1946年 - 脚本・原案、第22回アカデミー賞脚色賞ノミネート
- 『ドイツ零年』 Germany Year Zero : 監督ロベルト・ロッセリーニ、1948年 - 脚本・原案
- 『ストロンボリ/神の土地』 Stromboli : 監督ロベルト・ロッセリーニ、1950年 - 脚本・原案
- 『犬の生活』 Vita da cani : 監督・脚本マリオ・モニチェリ / ステーノ、1950年 - 脚本・原案
- 『殺人カメラ』 La macchina ammazzacattivi : 監督ロベルト・ロッセリーニ、1952年 - 脚本・原案
- 『嫉妬』 Gelosia : 監督ピエトロ・ジェルミ、1953年 - 脚本・原案
- 『容易な年』 Anni facili : 監督ルイジ・ザンパ、1953年 - 原案、ナストロ・ダルジェント脚本賞受賞
- 『女の平和』（別題『戦争と女』） Destinées : 監督マルチェッロ・パリエロ、1954年 - 脚本・原案
- 『不安』 La paura : 監督ロベルト・ロッセリーニ、1954年 - 脚本・原案
- 『ピカソこの天才を見よ』 Picasso : 監督ルチアーノ・エンメル、1954年 - 製作
- 『高校三年』 Terza liceo : 監督ルチアーノ・エンメル、1954年 - 脚本
- 『寝台の秘密』 Secrets d'alcôve : 監督ジャン・ドラノワ / アンリ・ドコワン / ジャンニ・フランチョリーニ / ラルフ・アビブ、1954年 - 脚本・原案
- 『夏物語』 Racconti d'estate : 監督ジャンニ・フランチョリーニ、1958年 - 脚本・原案
- 『ロベレ将軍』 Il generale della Rovere : 監督ロベルト・ロッセリーニ、1959年 - 脚本・原案、第34回アカデミー賞脚本賞ノミネート、サンフランシスコ国際映画祭金門賞脚本賞受賞
- 『ローマで夜だった』 Era notte a Roma : 監督ロベルト・ロッセリーニ、1960年 - 脚本・原案
- 『ローマの幽霊』 Fantasmi a Roma : 監督・原作・脚本アントニオ・ピエトランジェリ、1961年 - 原案
- 『ロンドンの煙』 Fumo di Londra : 脚本・原案・監督・主演アルベルト・ソルディ、1966年 - 脚本・原案
- 『ローカル・サッカー・クラブのヒーロー』 Il presidente del Borgorosso Football Club : 監督ルイジ・フィリッポ・ダミーコ、1970年 - 脚本・原案
- 『ちゃちなブルジョワ』 Un borghese piccolo piccolo : 監督マリオ・モニチェリ、1977年 - 脚本・原案、ナストロ・ダルジェント脚本賞受賞
- 『町でいちばんの美女/ありきたりな狂気の物語』 Storie di ordinaria follia : 監督マルコ・フェレーリ、1981年 - 脚本・原案、ダヴィド・ディ・ドナテッロ賞脚本賞受賞
- 『新世界』 La nuit de Varennes (Il mondo nuovo) : 監督エットーレ・スコラ、1982年 - 脚本・原案、ダヴィド・ディ・ドナテッロ賞脚本賞受賞

## 註
1. 1 2 3 4 5 6 7 8 9 10 11 12 13 14 15  Sergio Amidei, インターネット・ムービー・データベース （英語）, 2010年12月15日閲覧。
2. 1 2 3 4  Sergio Amidei, allmovie （英語）, 2010年12月15日閲覧。
3. ↑  Sergio Amidei, Find A Grave （英語）, 2010年12月15日閲覧。

## 関連事項
- ネオレアリズモ
- イタリア式コメディ
- 第19回アカデミー賞 （en:19th Academy Awards）
- 第20回アカデミー賞 （en:20th Academy Awards）
- 第22回アカデミー賞 （en:22nd Academy Awards）
- ダヴィド・ディ・ドナテッロ賞 （en:David di Donatello Awards）
- フライアーノ映画祭 （en:Flaiano Film Festival, it:Premio Flaiano）
- ゴッフレド・アレッサンドリーニ （it:Goffredo Alessandrini）
- アルド・ヴェルガノ （it:Aldo Vergano）
- ヴェラーノ墓地 （en:Campo Verano, it:Cimitero del Verano）